# لومبوك (كاليفورنيا)
لومبوك (بالإنجليزية: Lompoc )‏ هي إحدى مدن مقاطعة سانتا باربارا، كاليفورنيا. تم إعطاءها لقب مدينة في 13 أغسطس، 1888.

## المناخ
يظهر الجدول التالي التغييرات المناخية على مدار السنة للومبوك:
| البيانات المناخية لـلومبوك        | البيانات المناخية لـلومبوك | البيانات المناخية لـلومبوك | البيانات المناخية لـلومبوك | البيانات المناخية لـلومبوك | البيانات المناخية لـلومبوك | البيانات المناخية لـلومبوك | البيانات المناخية لـلومبوك | البيانات المناخية لـلومبوك | البيانات المناخية لـلومبوك | البيانات المناخية لـلومبوك | البيانات المناخية لـلومبوك | البيانات المناخية لـلومبوك | البيانات المناخية لـلومبوك |
| الشهر                             | يناير                      | فبراير                     | مارس                       | أبريل                      | مايو                       | يونيو                      | يوليو                      | أغسطس                      | سبتمبر                     | أكتوبر                     | نوفمبر                     | ديسمبر                     | المعدل السنوي              |
| --------------------------------- | -------------------------- | -------------------------- | -------------------------- | -------------------------- | -------------------------- | -------------------------- | -------------------------- | -------------------------- | -------------------------- | -------------------------- | -------------------------- | -------------------------- | -------------------------- |
| متوسط درجة الحرارة الكبرى °ف (°م) | 64 (18)                    | 64 (18)                    | 66 (19)                    | 67 (19)                    | 68 (20)                    | 70 (21)                    | 72 (22)                    | 73 (23)                    | 74 (23)                    | 73 (23)                    | 68 (20)                    | 63 (17)                    | 68.5 (20.3)                |
| متوسط درجة الحرارة الصغرى °ف (°م) | 42 (6)                     | 44 (7)                     | 46 (8)                     | 47 (8)                     | 50 (10)                    | 53 (12)                    | 56 (13)                    | 56 (13)                    | 55 (13)                    | 51 (11)                    | 46 (8)                     | 42 (6)                     | 49 (9)                     |
| معدل هطول الأمطار إنش (مم)        | 3.33 (85)                  | 3.71 (94)                  | 2.88 (73)                  | 1.01 (26)                  | 0.29 (7.4)                 | 0.04 (1.0)                 | 0.01 (0.25)                | 0.03 (0.76)                | 0.1 (2.5)                  | 0.74 (19)                  | 1.41 (36)                  | 2.56 (65)                  | 16.11 (409)                |
| المصدر: Weather Channel           |                            |                            |                            |                            |                            |                            |                            |                            |                            |                            |                            |                            |                            |

## توأمة
للومبوك (كاليفورنيا) اتفاقيات توأمة مع:
- لوكارنو

## أعلام
- برايان غيفنز
- برنارد جاكسون
- لويس أوينز
- دوروثي ويلسون
- مورغان والاس
- جورج بيري
- دوين سولومون